# ペーター・スナイデルス
ペーター・スナイデルス（Petrus Henricus Cornelis "Peter" Snijders、1943年9月14日 - ）は、オランダのアイントホーフェン出身の柔道選手。階級は中量級(80kg級)及び軽重量級(93kg級)。身長182cm。体重80kg。IJF審判理事のヤン・スナイデルスとは双子の兄弟。

## 人物
柔道は11歳の時にヤンとともに始めた。1964年のヨーロッパ選手権中量級でヤンとともに3位に入った。1964年東京オリンピック中量級にもヤンとともに出場して、予選リーグを3戦全勝するも、決勝トーナメント1回戦でドイツのヴォルフガング・ホフマンに内股で敗れて5位にとどまった(ヤンは予選リーグで敗れた)。1965年の世界選手権では、無差別の出場を辞退したアントン・ヘーシンクに替わって出場すると、加藤雅晴を破るなどして中量級の選手ながら3位となった。1966年のヨーロッパ選手権では優勝して、1962年の大会で優勝したヤンに続いた。その後、1年ほど天理大学に留学した。さらに階級を軽重量級に変更すると、1969年のヨーロッパ選手権でも優勝を飾った。引退後は刑務官を務めた。また、オランダナショナルチームのコーチにも就任した。現在は道場を運営しながら柔道指導にあたっている。

## 主な戦績
- 1964年 - ヨーロッパ選手権　3位
- 1964年 - 東京オリンピック　5位
- 1965年 - 世界選手権　3位(無差別)
- 1966年 - ヨーロッパ選手権　優勝
- 1969年 - ヨーロッパ選手権　優勝(軽重量級)
- 1971年 - ヨーロッパ選手権　3位(軽重量級)